# Johann Heinrich Bühler-Honegger

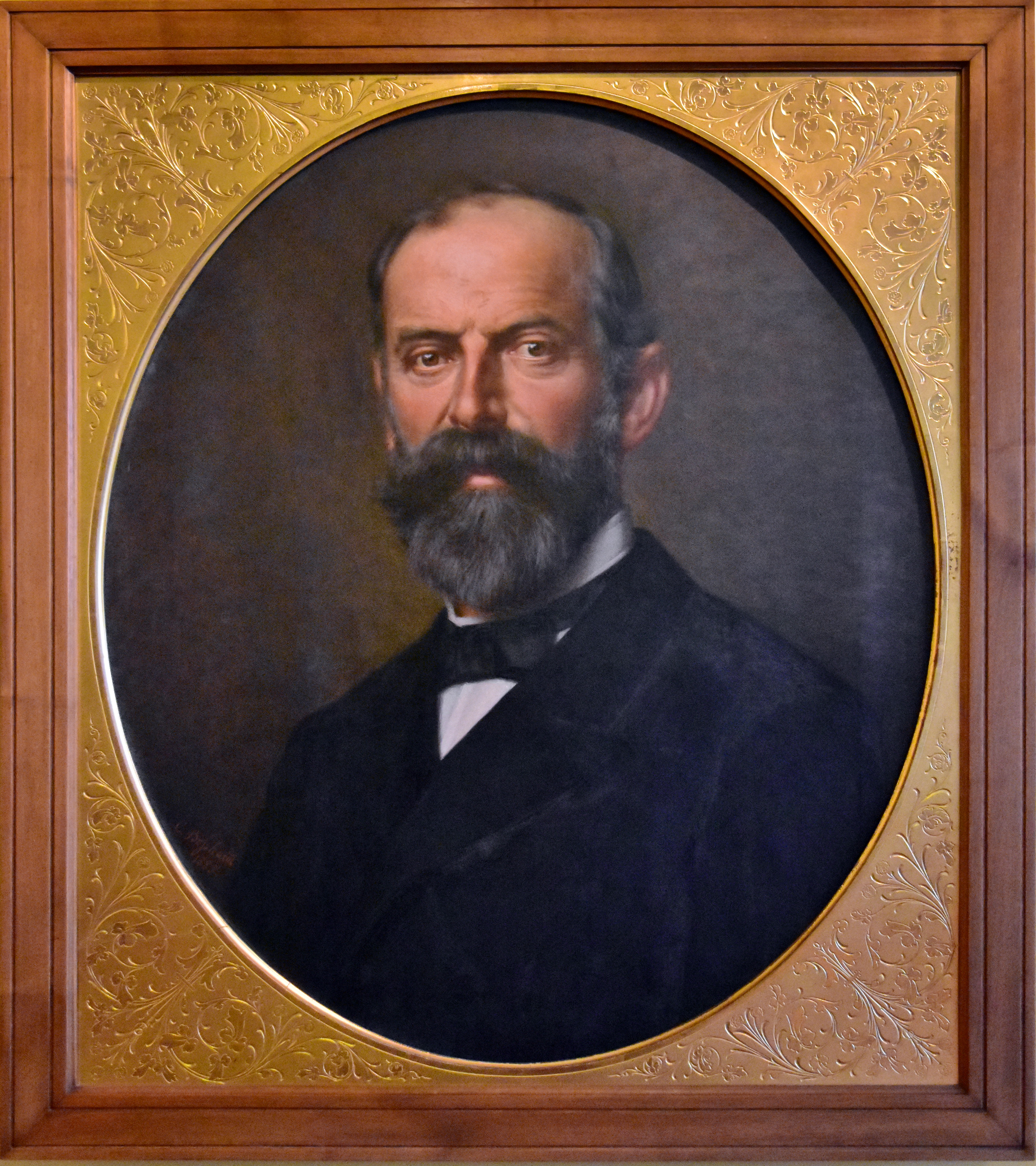
Johann Heinrich Bühler-Honegger (Porträtzeichnung von Johann Caspar Bosshardt)

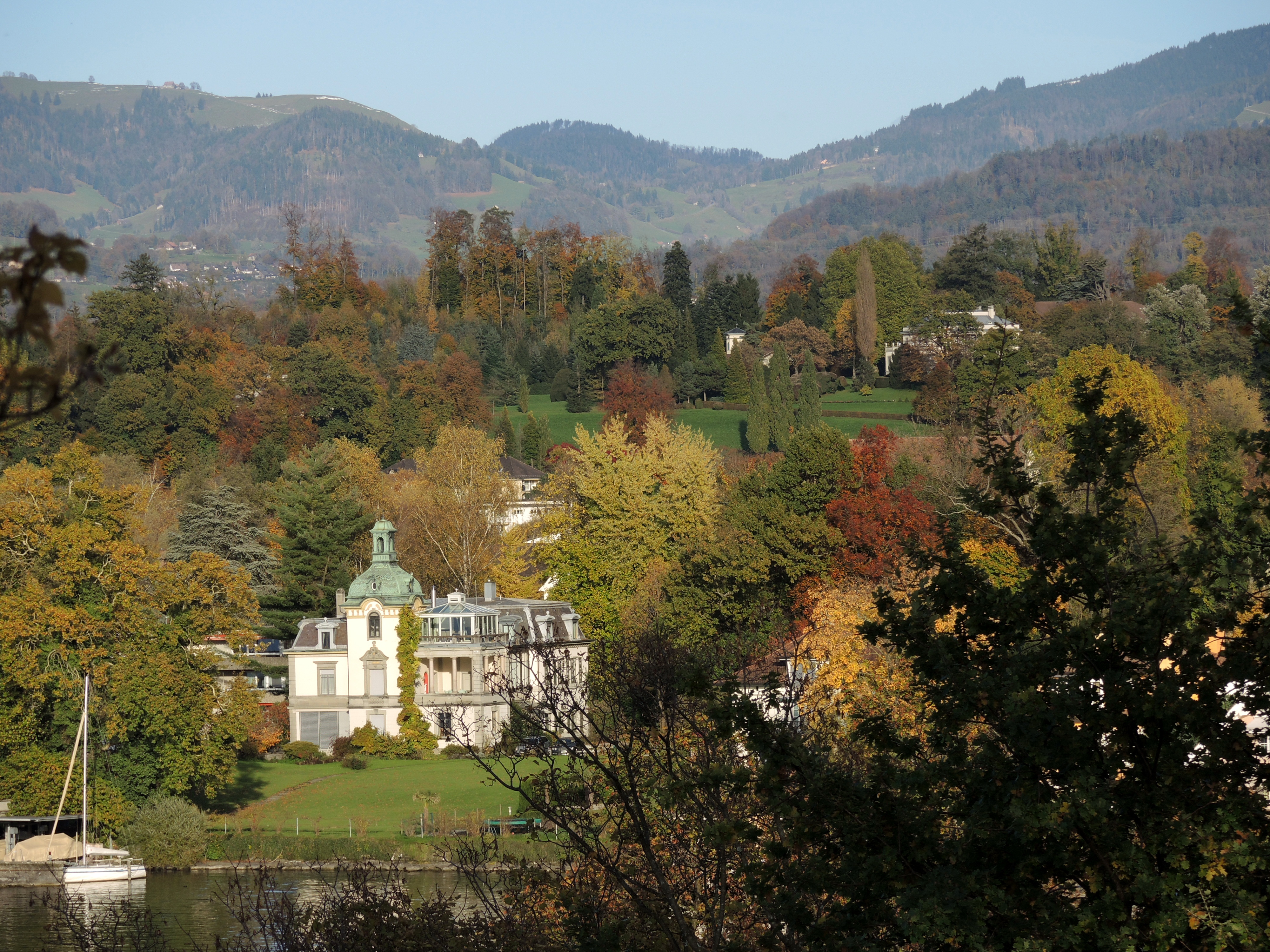
Villa Bühler-Honegger

Johann Heinrich Bühler, seit 1860 Johann Heinrich Bühler-Honegger, (* 23. Mai 1833 in Schirmensee bei Feldbach (Hombrechtikon); † 15. März 1929 in Rapperswil) war ein Schweizer Landwirt, Unternehmer, Mäzen und liberaler Politiker.

## Leben

### Familie
Johann Heinrich Bühler-Honegger entstammte der Familie Bühler aus Hombrechtikon und war der Sohn des Landwirts Johannes Bühler. Er war seit 1860 mit Karolina († 1914), einer Tochter des Unternehmers Caspar Honegger, verheiratet; gemeinsam hatten sie mehrere Kinder. In Rapperswil bewohnte er die Villa Zürcherstrasse 55. Er wurde in Rüti beigesetzt.

### Werdegang
Johann Heinrich Bühler-Honegger erhielt nach dem Besuch der Primarschule noch Privatunterricht. Anfangs war er als Landwirt auf dem väterlichen Hof tätig, dann verkaufte er jedoch das dazugehörige Land, errichtete in Feldbach eine kleine Maschinenfabrik und begann mit der Entwicklung und dem Verkauf von Seidenwebstühlen. Zwei Jahre nach seiner Hochzeit trat er 1862 in das Unternehmen seines Schwiegervaters in Rüti ein und übernahm 1866 mit seinen Schwägern deren Leitung; ab 1886 war er Präsident des Verwaltungsrats der Maschinenfabrik Rüti AG. Von 1873 bis 1876 liess er durch Niklaus Riggenbach eine Zahnradbahn von der Bahnstation zur Fabrik bauen.
1873 wurde Johann Heinrich Bühler-Honegger Stellvertreter seines Schwiegervaters, der Vorsitzender des Vorstands der Spinnerei, Weberei und Maschinenfabrik Kottern war. Er gründete und leitete eine eigene Weberei und Spinnerei in Kottern im Allgäu; dort hatte sein Schwiegervater bereits 1847 drei Papiermühlen erworben und von dort aus mit der Industrialisierung des Allgäus begonnen; dieses Werk seines Schwiegervaters setzte er fort. 1875 war er Vizepräsident des Verwaltungsrats der Wald-Rüti-Bahn sowie der Zürichsee–Gotthardbahn.
Von 1877 bis 1883 war er Verwaltungsratsmitglied der Schweizerischen Kreditanstalt. 1883 beteiligte er sich an der Schweizerischen Landesausstellung in Zürich. Er erwarb 1894 1.000 Aktien der Toggenburgerbahn und hatte damit die Mehrheit in der Aktionärsversammlung.

### Politisches und gesellschaftliches Wirken
Johann Heinrich Bühler-Honegger engagierte sich für den Bau des Seedamms von Rapperswil, der 1878 eingeweiht wurde. Zwanzig Jahre lang war er im Gemeinderat von Rapperswil vertreten und von 1870 bis 1876 St. Galler Grossrat sowie vom 5. November 1881 bis zum 3. Dezember 1893 liberaler Zürcher Nationalrat; ihm folgte Hans Wunderly-von Muralt als Nationalrat. Er spielte eine entscheidende Rolle bei der Förderung der Seidenindustrie und setzte sich vor allem für die Erweiterung des Eisenbahnnetzes ein, unter anderem von Rapperswil nach Toggenburg; er half, die Südostbahn zu gründen, deren Verwaltungsratspräsident er 1889 wurde, bis er 1914 von seinem Amt zurücktrat. Er war Mitglied einer Kommission zur Entwicklung der rechtsufrigen Zürichseebahn und unterstützte die Rickenbahn.
Johann Heinrich Bühler-Honegger beteiligte sich bereits 1883 an der Diskussion zum Patentschutz und stellte 1886 im Nationalrat den Antrag zum Patentgesetz, dass nur Modelle, jedoch keine Verfahren geschützt sein sollten; das Zentralkomitee des schweizerischen Patent- und Musterschutzvereins stimmte dem Antrag zu, sodass der Vorschlag im Gesetz vom 29. Juni 1888 aufgenommen wurde (siehe Geschichte des Patentrechts#Patentschutz in der Schweiz (ab 1888)).
1886 und auch später, initiierte er als Präsident des von ihm gegründeten Verschönerungsvereins die nach ihm benannte Anlage Bühlerallee zwischen dem Endingerturm und dem Haldenturm um das Rapperswiler Kapuzinerkloster und den Rapperswiler Schlosshügel. Im selben Jahr schenkte er dem Krankenasyl Rüti-Dürnten, das später zum Kreisspital Rüti ausgebaut wurde, 50.000 Schweizer Franken, mit der Bedingung, dass auch die Einwohner der Gemeinden Hombrechtikon und Bubikon die Krankenanstalt nutzen dürften, so wie die Einwohner der Gemeinden Rüti und Dürnten; er förderte auch in der Folgezeit das Krankenasyl.
1890 stellte er den Armen von Rapperswil seinen Bürgernutzen in Form von Holz zur Verfügung. 1891 wurde er zum Mitglied und zum Vizepräsidenten des Verwaltungsrats des Zürcher Bankvereins gewählt, trat jedoch bereits im Mai 1891 aus dem Verwaltungsrat wieder aus. Er gehörte zur evangelisch-reformierten Kirchgemeinde Rapperswil-Jona, die er seit 1870 auch präsidierte, mit der Reformierten Kirche Rapperswil und stiftete zu verschiedenen Zeiten finanzielle Mittel und ein Monumentalbild an diese. 1929 überwies er seiner Gemeinde Rapperswil 25.000 Schweizer Franken als Neujahrsgeschenk.

## Ehrungen und Auszeichnungen
Johann Heinrich Bühler wurde 1890 die Ehrenbürgerwürde von Rapperswil verliehen, und er erhielt vom Grossen Rat Zürichs das Kantonsbürgerrecht.
1930 errichtete die Gemeinde Rapperswil zu seinen Ehren einen Brunnen mit einer Widmung am Kapuzinerzipfel der Schlosspromenade.

## Mitgliedschaften
Johann Heinrich Bühler war Mitglied im Zürcherischen Kunstverein.